# Lestijärvi (sjö i Lestijärvi, Mellersta Österbotten)
Lestijärvi är en sjö i kommunen Lestijärvi i landskapet Mellersta Österbotten i Finland. Sjön ligger 140,7 meter över havet. Den är 6,9 meter djup. Arean är 64,74 kvadratkilometer och strandlinjen är 113,8 kilometer lång. Sjön  ingår i Lesti å huvudavrinningsområde.   Den ligger omkring 79 kilometer öster om Karleby och omkring 360 kilometer norr om Helsingfors. 
Lestijärvi är Mellersta Finlands landskapssjö.
Väster om sjön ligger orten Lestijärvi.
I sjön finns öarna Särkikari, Papinkari, Pikkuluoto, Isoluoto, Mustasensaaret, Niinisaari, Viitaniemensaaret, Aittosaari, Kanasaari, Vareskari, Jussinsaari, Jussilanluoto, Pienetsaaret, Erkki-vaarin kari, Kapteeninkari, Kukkosaari, Pässisaari, Möttösen Peltoketo, Antinsaari, Jänissaari, Kärppä, Kissannyppylä, Risusaari, Onkikari, Laitinen, Sammalissaari, Leppäkari, Mansikka, Myky, Hiidenpurje, Reijarinkari, Parannan Edussaari, Kirkkosaari, Hakkaraisensaari, Likosaari, Horsmansaari, Kätkytsaari, Palosaari, Honkasaari, Pitkäsaari, Ilolankari, Sepänsaari, Ohtakari, Esankari och Talassaari.  